# Ugia
Ugia is een geslacht van vlinders van de familie spinneruilen (Erebidae).

## Soorten
- U. albertii Kobes, 1983
- U. albilinea Hampson, 1926
- U. albooculata (Saalmüller, 1880)
- U. amaponda (Felder & Rogenhofer, 1874)
- U. calescens (Holland, 1894)
- U. cinerea (Holland, 1894)
- U. decisa Walker, 1865
- U. disjungens Walker, 1858
- U. duplicata Gaede, 1940
- U. duplicilinea Hampson, 1926
- U. egcarsia (Bethune-Baker, 1911)
- U. eugrapha Swinhoe, 1907
- U. flavida Gaede, 1940
- U. geometroides (Holland, 1894)
- U. hecate (Holland, 1894)
- U. insuspecta Galsworthy, 1997
- U. malagasy Viette, 1966
- U. mascusalis (Walker, 1859)
- U. mediorufa Hampson, 1894
- U. minima Gaede, 1940
- U. monogramma Hampson, 1926
- U. navana Viette, 1966
- U. nigripalpis Walker, 1869
- U. polysticta Hampson, 1926

- U. prompta Walker, 1873
- U. purpurea Galsworthy, 1997
- U. radama Viette, 1966
- U. radigera Heyden, 1891
- U. roseata Gaede, 1940
- U. rufilinea Hampson, 1926
- U. scopulina Hampson, 1926
- U. serrilinea Hampson, 1926
- U. sestia (Holland, 1894)
- U. stigmaphora Hampson, 1926
- U. straminilinea Hampson, 1926
- U. sundana Hampson, 1924
- U. taeniata (Holland, 1894)
- U. transversa Moore, 1882
- U. trigonalis Kobes, 1983
- U. umbrina (Holland, 1894)
- U. violascens Gaede, 1940